# ジョン・ヘンリー・ポインティング

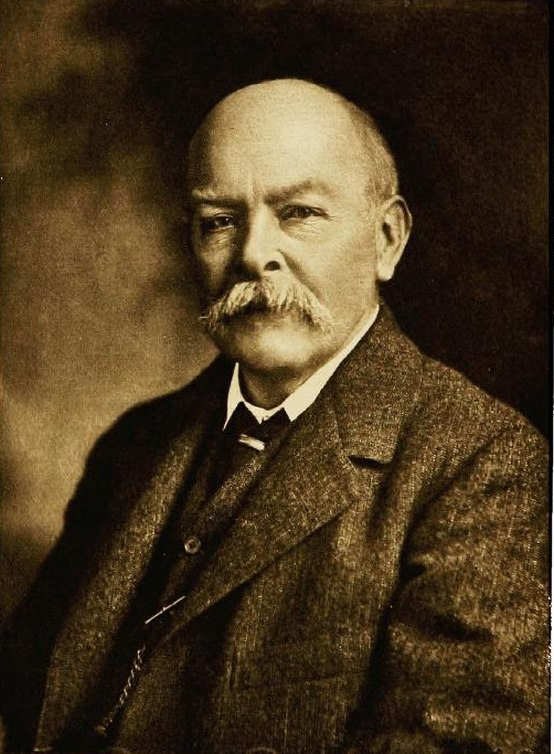

ジョン・ヘンリー・ポインティング（John Henry Poynting 、1852年9月9日 - 1914年3月30日）はイギリスの物理学者である。電磁場の持つエネルギーの流れの密度を表す電場と磁場のベクトル積であるポインティング・ベクトルや、太陽の放射が宇宙塵に対して働く力ポインティング・ロバートソン効果などで知られる。

## 経歴
マンチェスターのモントン(Monton)に生まれた。1880年から没するまでメイソン科学大学バーミンガム大学（Mason Science College：現在はバーミンガム大学）の物理学の教授を務めた。
1884年に発表した論文で、ポインティング・ベクトルと呼ばれる電場と磁場のベクトル積を用いることを考案し、ポインティングの定理を発表した。1893年に新しく開発した手法で、万有引力定数の測定を行った。1903年には微小な宇宙塵が太陽からの輻射圧によって減速され、徐々に内側の軌道へ落ち込んでいく効果であるポインティング・ロバートソン効果について考察した。
1888年王立協会フェロー選出、1893年にアダムズ賞、1905年にロイヤル・メダル、1910年ベーカリアン・メダルを授与された。